# Lepegenia
Lepegenia is een geslacht van haften (Ephemeroptera) uit de familie Leptophlebiidae.

## Soorten
Het geslacht Lepegenia omvat de volgende soorten:
- Lepegenia lineata